# Belügyminisztérium III/IV. Csoportfőnökség
A Belügyminisztérium III/IV. Csoportfőnökség a Magyar Népköztársaság politikai rendőrségének a katonai elhárítással, azaz a Magyar Néphadseregben folytatott kémelhárítással foglalkozó része volt 1962 és 1990 között. Részét alkotta a Belügyminisztérium III. Főcsoportfőnökségének, a pártállam állambiztonsági szolgálatának.

## Előzmények
Az Osztrák–Magyar Monarchia idején a Nyilvántartó Iroda volt az első modern hírszerző és kémelhárító szervezet. Ez végezte a katonai kémelhárítást is. A második világháború előtt a magyar kémelhárítás, beleértve a katonai elhárítást, és a hírszerzés továbbra is egy szervezeten belül,  a Magyar Honvédség Vkf-2 osztály keretében tevékenykedett.
1945 után a kémelhárítás feladatait a Honvédelmi Minisztérium Katonapolitikai Osztálya, majd a HM Katonapolitikai Főcsoportfőnöksége látta el. 1948 végétől 1950 februárjáig ez a szervezet a HM Katonai Elhárító Főcsoportfőnökségeként működött. 1950. elején a szervezetből kivált az I. Elhárító Csoportfőnökség, és beolvadt a BM Államvédelmi Hatóságába, annak II. Főosztálya néven. Ezzel a katonai elhárítás belügyi hatáskörbe került, azaz a katonai elhárítással foglalkozó tisztek tulajdonképpen rendőrtisztek lettek, de a hadseregen belül természetesen katonai egyenruhában tevékenykedtek.
Az 1956-os forradalom után, 1956. december 30-án, az 1956. évi 35. törvényerejű rendelet alapján alakult meg a BM II. (politikai nyomozó) Főosztálya. Ezen belül a katonai elhárítás feladatkörét az 1. osztály látta el. 1962 augusztusában jött létre az új, egységes állambiztonsági szervezet, a Belügyminisztérium III. Főcsoportfőnökség formájában, amin belül a III/IV. Csoportfőnökség foglalkozott a katonai elhárítással a rendszerváltásig.

## Szervezeti felépítése
III/IV. Katonai Elhárító Csoportfőnökség
- III/IV-1. osztály: elhárítás a Magyar Néphadsereg (MN) Vezérkara központi szervei és alárendelt alakulatai, valamint a minisztériumok katonai vonatkozású területein
- III/IV-2. osztály: elhárítás a Honvédelmi Minisztérium központi szerveinek, fegyvernemi főnökségeinek és az ezeknek alárendelt intézmények és csapatok területein
- III/IV-3. osztály: elhárítás az 5. hadsereg területén
- III/IV-4. osztály: elhárítás a légvédelem területén
- III/IV-5. osztály: elhárítás a 3. hadtest területén
- III/IV-6. osztály: elhárítás a hátországi parancsnokságok területén
- III/IV-7. osztály: elhárítás a Határőrség területén

- III/IV. – Önálló koordinációs alosztály, szökött katonák és polgári alkalmazottak körözése, központi ellenőrzések tervezése és végrehajtása
- III/IV. – Értékelő, elemző, adatfeldolgozó és propagandaosztály
- III/IV. – Önálló hadszíntérelőkészítő alosztály – hírszerzés a Magyar Néphadsereg várható alkalmazási területein (Olaszország, Ausztria)
- III/IV. – Önálló szervezési, mozgósítási és híradó alosztály

## Utódszervezete
A csoportfőnökség feladatai közül azokat, amelyek a demokratikus jogállamban is szükségesek maradtak, 1990-től az újra a Honvédelmi Minisztérium alárendeltségébe kerülő Katonai Biztonsági Hivatal vette át. Ez utóbbit 2012-ben Katonai Nemzetbiztonsági Szolgálat néven összevonták az addigi Katonai Felderítő Hivatallal, így a katonai elhárítás és a katonai hírszerzés megint egy szervezetben egyesült.